# Anarkiets land
Anarkiets land er en dokumentarfilm fra 1979 instrueret af Keld Henriksen, Claus Wanscher og Erik Rinds efter manuskript af Keld Henriksen og Erik Prinds.

## Handling
7 anarkistiske veteraner fortæller i interviews optaget i 1974 historien om den anarkosyndikalistiske revolution i Spanien under borgerkrigen 1936-39. Fortællingerne er bundet sammen af klip fra gamle film og still-billeder. Der sluttes af med, at én af veteranerne holder tale ved anarkisternes første store møde i Spanien efter borgerkrigen: Barcelona 1977 - CNT-FAI LEVER!